# كريغ سميث (لاعب كرة سلة مواليد 1983)
كريغ سميث (بالإنجليزية: Craig Smith)‏ مواليد 10 نوفمبر 1983 في إنغليووود، هو لاعب كرة سلة أمريكي بدأ مسيرته الاحترافية في سنة 2006 حيث تم اختياره من قبل فريق مينيسيوتا تيمبر وولفز خلال الدرافت،. يبلغ طوله 6 قدم 7 بوصة (2.0 م).

## فرق لعب لها
- مينيسيوتا تيمبر وولفز
- لوس أنجلوس كليبرز
- بورتلاند ترايل بلايزرز

## إحصائيات المسيرة

### الموسم الاعتيادي
| السنة   | الفريق                 | لعب | بدأ | دقيقة | ميداني% | ثلاثية | حرة  | ارتداد | صنع | استلاب | تصدي | نقطة |
| ------- | ---------------------- | --- | --- | ----- | ------- | ------ | ---- | ------ | --- | ------ | ---- | ---- |
| 2006–07 | مينيسيوتا تيمبر وولفز  | 82  | 5   | 18.7  | .531    | .000   | .624 | 5.1    | .6  | .6     | .2   | 7.4  |
| 2007–08 | مينيسيوتا تيمبر وولفز  | 77  | 11  | 20.1  | .563    | .000   | .665 | 4.6    | .8  | .5     | .2   | 9.4  |
| 2008–09 | مينيسيوتا تيمبر وولفز  | 74  | 31  | 19.7  | .562    | .000   | .677 | 3.8    | 1.1 | .4     | .3   | 10.1 |
| 2009–10 | لوس أنجلوس كليبرز      | 75  | 2   | 16.4  | .569    | .200   | .635 | 3.8    | 1.1 | .4     | .3   | 7.8  |
| 2010–11 | لوس أنجلوس كليبرز      | 48  | 0   | 12.2  | .553    | .000   | .735 | 2.4    | .6  | .3     | .1   | 5.4  |
| 2011–12 | بورتلاند ترايل بلايزرز | 47  | 0   | 9.9   | .504    | .000   | .717 | 2.3    | .4  | .3     | .1   | 3.3  |
| المسيرة |                        | 403 | 49  | 16.9  | .553    | .037   | .661 | 3.9    | .8  | .5     | .2   | 7.6  |

## روابط خارجية
- كريغ سميث على موقع إن بي أي (الإنجليزية)
- كريغ سميث على موقع سبورتس رفرنس (الإنجليزية)
- كريغ سميث على موقع كرة السلة الأوروبية.كوم (الإنجليزية)
- كريغ سميث على موقع كلية كرة السلة في سبورتس رفرنس.كوم (الإنجليزية)
- كريغ سميث على موقع ريلجم (الإنجليزية)
- كريغ سميث على موقع بروبوليرز (الإنجليزية)
- كريغ سميث على موقع سبورتس رفرنس (الإنجليزية)
- كريغ سميث على موقع سبورتس رفرنس (الإنجليزية)